# براد ليستير
براد ليستير (بالإنجليزية: Brad Lester)‏ هو لاعب كرة القدم الكندية أمريكي، ولد في 24 أكتوبر 1985 في ليلبورن في الولايات المتحدة.